# Tradescantia fluminensis
Espèce
Classification APG III (2009)
Tradescantia fluminensis est une espèce de plante rampante de la famille des Commelinaceae originaire d'Amérique du Sud. Elle est connue couramment sous le nom de Misère ou Éphémère de Rio.
Bien que souvent cultivée aux États-Unis comme plante de jardin ou d'intérieur, dans de nombreux endroits, T. fluminensis est considérée comme une espèce envahissante, parasitant des végétaux et par conséquent nécessitant son éradication. Les régions les plus gravement touchées sont le sud-est des États-Unis, l'Australie et la Nouvelle-Zélande.

## Description

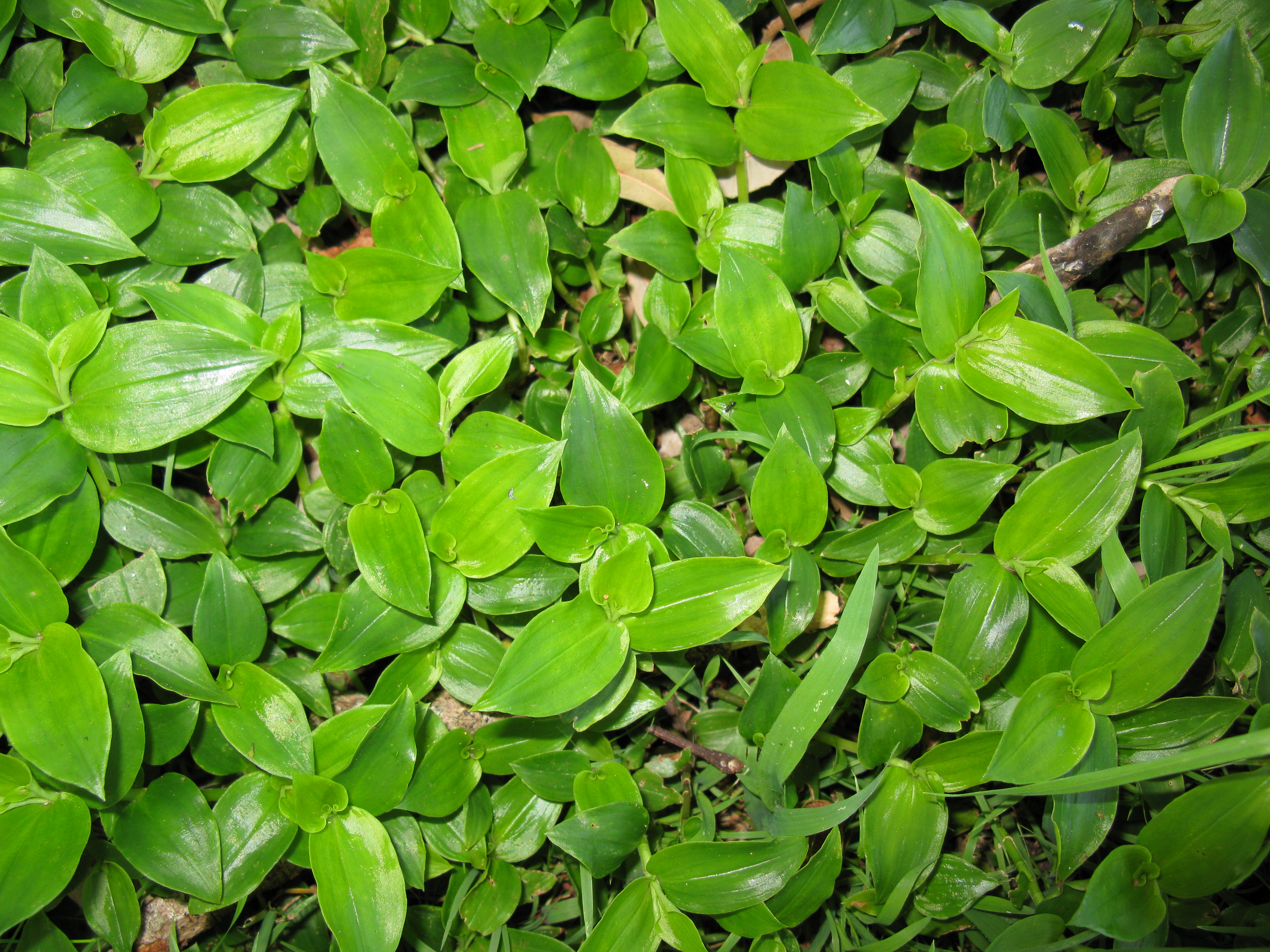
Feuillage
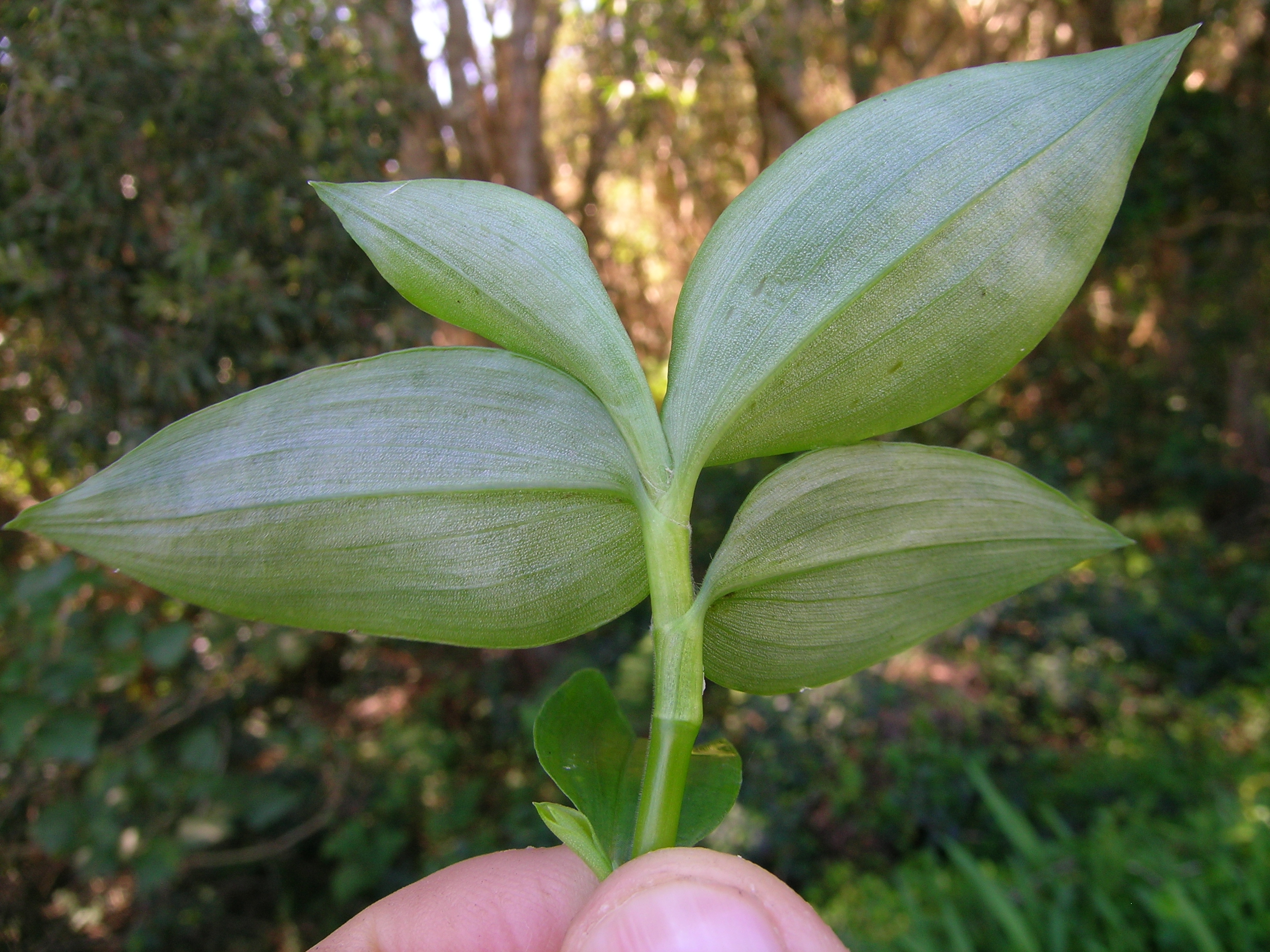
Revers du feuillage
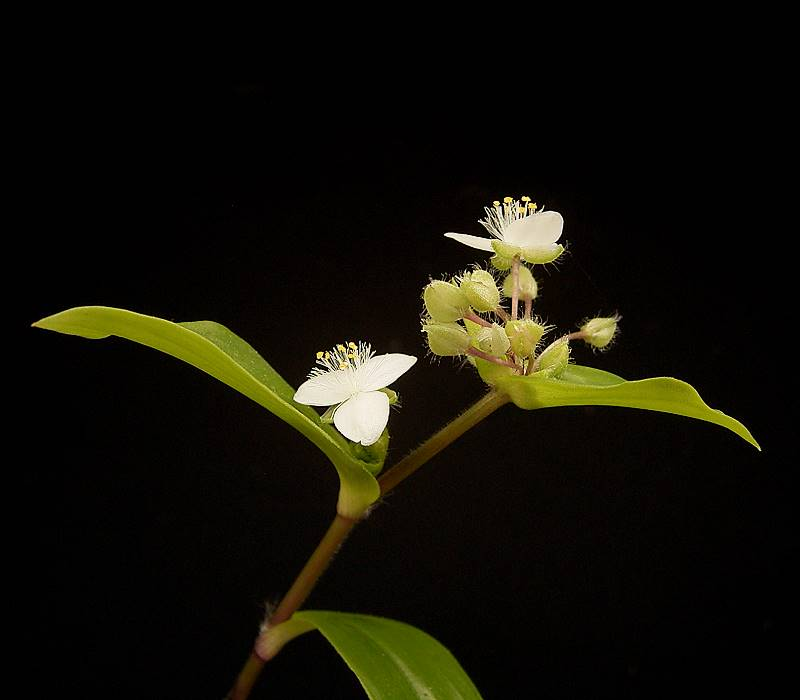
Boutons et fleurs
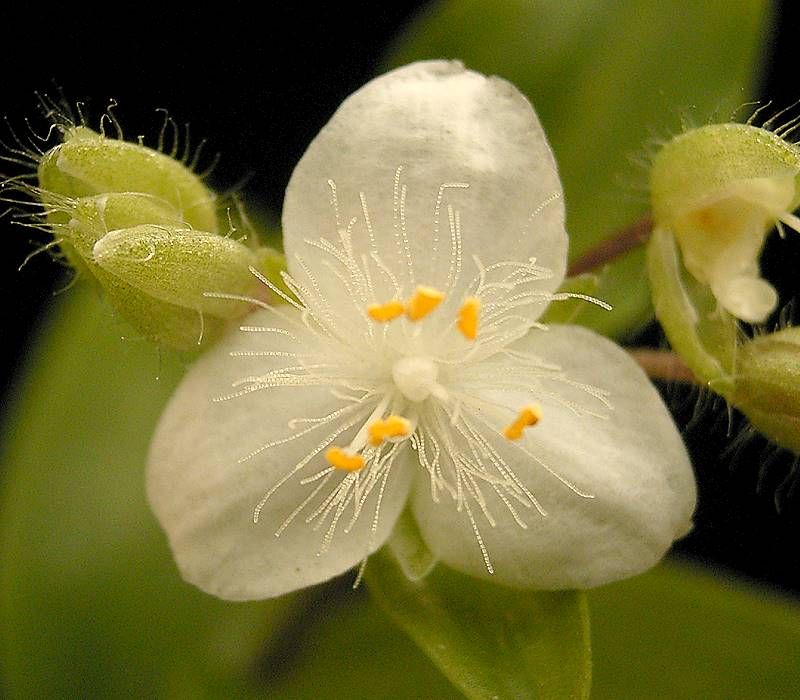
Fleur
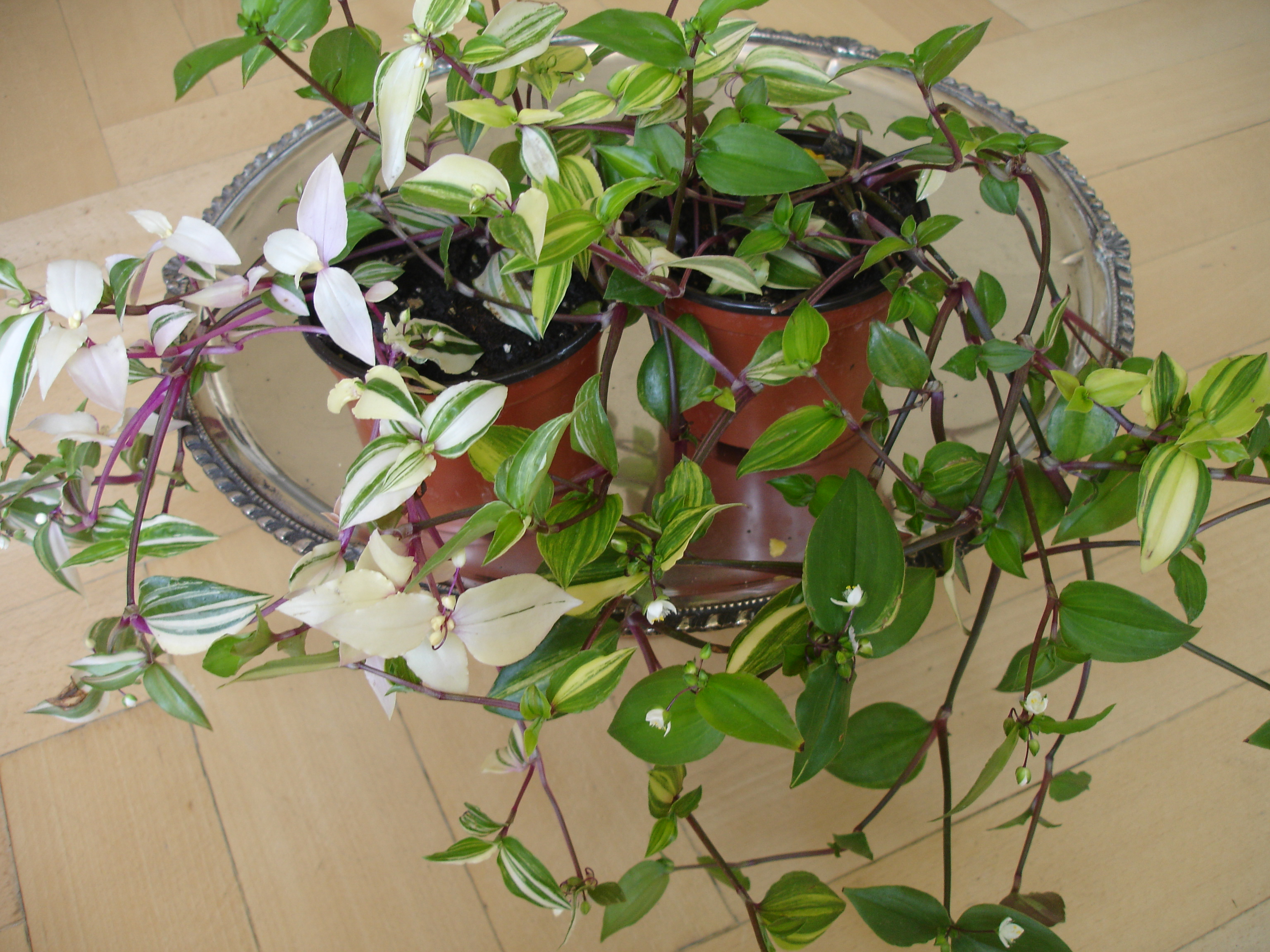
Cultivar panaché

## Taxonomie
Tradescantia fluminensis a été décrite par José Mariano da Conceição Vellozo et publiée dans Florae Fluminensis 3: 140, pl. 152, 1825.
Étymologíe
- Tradescantia: nom générique que Carl von Linné a attribué en honneur à John Tradescant le Jeune[3],[4].
- fluminensis: épithète qui signifie "de Flumen Januarii" le nom en latin de la ville de Rio de Janeiro[5].

Synonymes
- Tradescantia albiflora Kunth.
- Tradescantia decora W.Bull.
- Tradescantia fluminensis var. pubescens C.B.Clarke.
- Tradescantia fluminensis var. tenella (Kunth) C.B.Clarke.
- Tradescantia fluminensis forma tenella (Kunth) Voss.
- Tradescantia laekenensis L.H.Bailey & E.Z.Bailey.
- Tradescantia mundula Kunth.
- Tradescantia mundula var. scabrida Seub.
- Tradescantia tenella Kunth[6],[7],[8].

## Plante envahissante

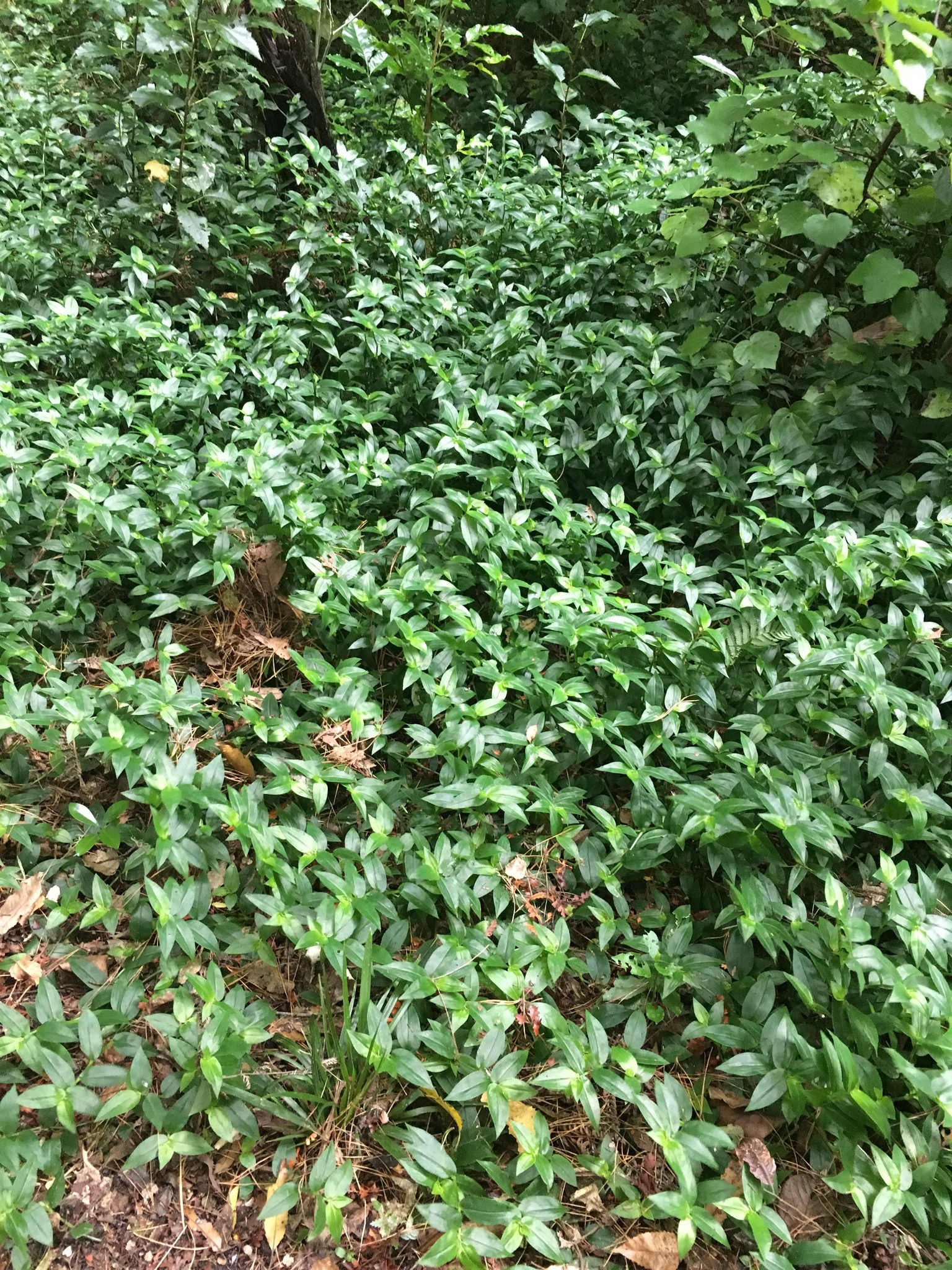
Tapis de Tradescantia fluminensis, qui étouffe la végétation locale dans le jardin botanique de Wellington (Nouvelle-Zélande)

Les qualités invasives de T. fluminensis résultent d'une combinaison d'attributs. Formant un tapis dense sous couvert d'arbres forestiers (facilitée par sa remarquable tolérance à l'ombre (en)), elle étouffe les plantes au niveau du sol et empêche la régénération naturelle des espèces plus grandes et, si rien n'est fait, elle peut conduire à la destruction des forêts indigènes. Même là où le climat ne lui permet pas de prendre racine, elle peut encore se propager rapidement en étant transportée par les animaux et les humains. Les tiges succulentes cassent facilement au niveau des nœuds et poussent si elles atterrissent sur un sol humide. Bien que T. fluminensis réponde bien aux herbicides et autres moyens appliqués contre les mauvaises herbes, chaque segment a la capacité de se régénérer et il lui est donc possible de faire un retour rapide, surtout dans les sols mous où des tiges peuvent rester sous la surface. La répétition de l'utilisation d'agents de lutte contre les mauvaises herbes aura un effet négatif sur l'environnement local et la seule option restante est le désherbage manuel. Ce n'est pas nécessairement aussi ardu que cela en a l'air car un simple ratissage donne un résultat significatif. Grâce à des efforts répétés à des intervalles de quelques mois, l'éradication complète est possible. Un suivi régulier de l'invasion des territoires voisins est indiqué.